# Astrabe flavimaculata
Astrabe flavimaculata é uma espécie de peixe da família Gobiidae e da ordem Perciformes.

## Morfologia
- Os machos podem atingir 3,1 cm de comprimento total.[4]

## Habitat
É um peixe marítimo, de clima temperado e demersal que vive entre 5–6 m de profundidade.

## Distribuição geográfica
É encontrado no Japão.

## Observações
É inofensivo para os humanos.